# Soul Survivor (singel C.C. Catch)
„Soul Survivor” – singel niemieckiej piosenkarki C.C. Catch wydany pod koniec lata 1987 roku przez Hansa Records. Piosenka została napisana przez Dietera Bohlena. Singiel zapowiadał nadchodzącą trzecią płytę artystki pt. Like a Hurricane i był sukcesem na listach przebojów docierając na 1. miejsce hiszpańskiej listy przebojów i wchodząc do Top 100 brytyjskiej listy przebojów.

## Lista utworów

### Międzynarodowe wydanie na 7"[1]
A. „Soul Survivor” – 3:23
B. „Midnight Gambler” – 3:33

### Lokalne wydanie na 7"[2]
A. „Soul Survivor” – 3:14
B. „Midnight Gambler” – 3:27
- Lokalna singlowa wersja nagrania „Soul Survivor” (7"/A) różni się nieznacznie końcowym wyciszeniem od wersji dostępnej na międzynarodowym wydaniu singla na 7".
- Faktyczna długość nagrania na stronie B („Midnight Gambler”) różni się od tej napisanej na okładce tego wydania.

### Międzynarodowe wydanie na 12"[3]
A. „Soul Survivor (Long Version - Survivor Mix)” – 5:11
B1. „Midnight Gambler” – 5:13
B2. „Soul Survivor (Radio Version)” – 3:15
- Maxisinglowa wersja (Long Version - Survivor Mix) nagrania „Soul Survivor” (12"/A) różni się nieznacznie od wersji (Long Version) dostępnej na wydanym jesienią 1987 albumie Like a Hurricane.
- Maxisinglowa wersja nagrania „Midnight Gambler” (12"/B1) różni się nieznacznie od wersji długiej dostępnej na wydanym jesienią 1987 albumie Like a Hurricane.

### Lokalne wydanie na 12"[4]
A. „Soul Survivor (Long Version - Survivor Mix)” – 5:09
B1. „Midnight Gambler” – 5:13
B2. „Soul Survivor (Radio Version)” – 3:23
- Faktyczna długość nagrania na stronie A („Soul Survivor (Long Version - Survivor Mix)”) różni się od tej napisanej na okładce tego wydania.

## Listy przebojów (1987)
| Państwo                            | Najwyższa pozycja |
| ---------------------------------- | ----------------- |
| Hiszpania (AFYVE)                  | 1                 |
| Niemcy (Media Control)             | 17                |
| Wielka Brytania (UK Singles Chart) | 96                |

## Autorzy[8]
- Muzyka: Dieter Bohlen
- Autor tekstów: Dieter Bohlen
- Śpiew: C.C. Catch
- Producent: Dieter Bohlen
- Aranżacja: Dieter Bohlen
- Współproducent: Luis Rodríguez